# Касима-Нада
Касима-Нада (яп. 鹿島灘 касима-нада) — плёс в Японии у восточного побережья острова Хонсю. Простирается от мыса Оараи в префектуре Ибараки до мыса Инубо в префектуре Тиба.
Летом в плёс заходит тёплое течение Куросио, зимой - холодное Оясио.